# Красный Октябрь (Челябинская область)
Кра́сный Октя́брь — посёлок в Варненском районе Челябинской области России. Административный центр Краснооктябрьского сельского поселения.

## География
Посёлок находится около берега реки Арчаглы-Аят, по которой проходит государственная граница с Казахстаном, на расстоянии 50 км к юго-востоку от села Варна, административного центра района.

### Часовой пояс
Посёлок Красный Октябрь, как и вся Челябинская область, находится в часовой зоне МСК+2. Смещение применяемого времени относительно UTC составляет +5:00.

## Население
| 2002 | 2010 |
| ---- | ---- |
| 957  | ↘783 |

### Гендерный состав
По данным Всероссийской переписи 2010 года, численность населения посёлка составляла 783 человека (356 мужчин и 427 женщин).

## Улицы
| - ул. Гагарина, - ул. Мира, - ул. Октябрьская, | - ул. Степная, - ул. Целинная, - ул. Школьная. |